# Fonocardiogramma

Valvole cardiache: B (Bicuspide o mitrale), T (Tricuspide), A (Aortica), e P (Polmonare).
I tono: causato dalla chiusura delle valvole atrioventricolari Mitrale (B) e Tricuspide (T) - II tono: causato dalla chiusura delle valvole semilunari Aortica (A) e Polmonare (P).

Il fonocardiogramma è la registrazione su carta dei toni e dei rumori cardiaci. Si registra quanto è possibile ascoltare direttamente con la auscultazione, tranne forse i suoni a bassa frequenza, percepiti con difficoltà con la semplice auscultazione.

## Tecnica
I suoni e i rumori cardiaci sono raccolti da un microfono a cristalli piezoelettrici e trasformati in corrente elettrica, successivamente trascritta su carta (fonocardiogramma) o su uno schermo. Se la registrazione fonocardiografica avviene simultaneamente ad un ECG e ad un apicocardiogramma, che fungono da riferimenti cronologici, ed eventualmente ai tracciati dei polsi aortico e carotideo (cardiologia non invasiva poligrafica) si ottengono informazioni molto importanti per lo studio della fisiologia (in particolare per quello degli intervalli di tempo sistolici) e delle patologie cardiovascolari.
La diffusione dell'informatica ha portato alla registrazione di dati digitali, invece che di quelli analogici dei microfoni, portando alla nascita della cardiografia acustica, evoluzione della fonocardiografia. In realtà l'esame non è più in uso. Dal 1980 è stato rapidamente sostituito con l'avvento dell'ecocardiografia doppler.